# 世界大洪水
《世界大洪水》（英語：Deluge）是一部1933年上映的美國災難科幻電影，由菲利克斯·E·費斯特執導，雷电华电影發行。
這部電影大致改編自S·福勒·萊特1928年的同名小說，但背景從英國轉移到了美國。故事描述了一系列無法解釋的自然災害在世界各地爆發，摧毀了人類文明，其中包括淹沒紐約市的大規模海嘯。劇情圍繞著一小群倖存者展開。

## 劇情大綱
科學家發現一場暴風雨正向紐約市逼近，並開始在全市進行警報程序。他們起初認為自然气压表出了問題，但前所未有的事件卻即將發生。突然出現的日蝕驗證了他們的推測，全球毀滅似乎即將臨近。來自羅馬和倫敦的電報解釋了無盡的地震天數，並表明「世界末日即將來臨」。巨大的地震襲擊了美國西岸，造成數百萬人死亡，據報導，美國整個西海岸已經被摧毀。地震還引發了世界各地的重大海嘯，災難即將降臨。
馬丁·韋伯斯特和他的妻子海倫為即將到來的災難做準備，將他們的孩子羅尼和瑪麗·安，以及一些必需品，前往一座地勢較高的岩石構造處以逃避洪水。馬丁離開海倫回到家中拿更多食物和衣服，但在他旅途中，紐約的毀滅開始了，摩天大樓因地震而倒塌，大海嘯襲擊了城市。馬丁回來後發現他的妻子和女兒們已經不在了。災難過後，他被困在紐約市舊址附近的新形成的荒島，他的妻子和孩子們在災難中喪生的信念使他心碎。他在島上建了一間小木屋，試圖獨自生存，並在隧道中藏了物資。
兩名流氓傑夫森和諾伍德原本居住在紐約市的一個小島郊區，災難過後，他們發現失去意識的世界級游泳運動員克萊兒·阿靈頓並漂流到他們小屋外的岸上。隨著他逐漸恢復，兩名男子開始為他爭吵，表露出對克萊兒的佔有慾。當遭到襲擊時，克萊兒決定逃跑並游走，讓男子們感到憤怒。傑夫森殺死諾伍德後，開始在船上搜尋他，發誓要帶克萊兒回來。克萊兒筋疲力盡地到達馬丁的島上並倒下。馬丁將他帶回小木屋並照顧她，使她恢復健康。馬丁和克萊爾成為了好朋友，最終墜入愛河。
同時，倖存者們聚集在附近的同一個島上組建了小鎮，並開始重新建立文明。其中包括了馬丁的妻子海倫和他們的兩個孩子。小鎮的領導者湯姆在災難後發現健康狀況不佳的海倫，並在照顧他後愛上了海倫，並請求海倫嫁給自己，但海倫仍堅信丈夫仍然活著，因此拒絕了湯姆的請求。
傑夫森到達該島後發現馬丁的隧道。並在隨後遇到一群因犯下強姦和盜竊等罪行，而被逐出小鎮的流氓集團，其集團由名為貝拉米的男人領導。傑夫森告訴貝拉米有關隧道和克萊兒的消息。最終，傑夫森找到了馬丁和克萊兒，在一場激烈的戰鬥中制服馬丁，綁架了克萊兒，將他帶到貝拉米集團的藏身處。當傑夫森即將強姦克萊兒時，馬丁悄悄溜進營地救出了克萊兒。躲進隧道的兩人被傑夫森和貝拉米集團尾隨。但在發現馬丁持有武器後，傑夫森命令集團在隧道入口處放火，試圖強迫馬丁和克萊爾出來。計劃失敗後，傑夫森進入隧道與馬丁展開搏鬥，克萊兒用一個尖刺棒擊殺了傑夫森。與此同時，由湯姆領導的義警隊追踪集團到達隧道，救出了馬丁和克萊兒，並將他們帶到了小鎮。
在小鎮上，馬丁與海倫和他們的孩子團聚，並告訴海倫有關他與克萊兒之間的關係。馬丁向克萊兒解釋他愛著妻子與他，並不會在兩人之間做出選擇。馬丁和海倫持續保持著對彼此的承諾，這使得克萊兒和湯姆感到非常痛苦。海倫拜訪克萊兒並進行痛苦的自白，克萊兒向他表示自己絕不會放棄馬丁。
發現小鎮因為對物資分配的不和而苦惱，馬丁組織了一場拍卖會，並為社區建立了成功的貨幣體系。馬丁當選為小鎮的市長。當克萊兒在一次小鎮會議上看到馬丁和海倫在一起時，他的心碎了，悲痛欲絕的他選擇奔向大海游去。馬丁則站在岸邊目送克萊兒的離去。

## 主要演員
- 佩吉·香農（英语：Peggy Shannon） 飾 克萊兒（Claire）
- 西德尼·布拉默（英语：Sidney Blackmer） 飾 馬丁（Martin）
- 洛伊絲·威爾遜（英语：Lois Wilson (actress)） 飾 海倫（Helen）
- 馬特·摩爾（英语：Matt Moore (actor)） 飾 湯姆（Tom）
- 佛瑞德·克勒（英语：Fred Kohler） 飾 傑普森（Jepson）
- 拉夫·哈羅德（英语：Ralf Harolde） 飾 諾伍德（Norwood）
- 愛德華·范·斯隆（英语：Edward Van Sloan） 飾 卡萊爾教授（Prof. Carlysle）
- 塞繆爾·欣茲（英语：Samuel S. Hinds） 飾 首席預報員（Chief Forecaster）

## 製作
這部電影以《聖經》創世紀第9章11節的引言開場：「我與你們立約，凡有血肉的，不再被洪水滅絕，也不再有洪水毀壞地了。」
小說《大洪水》的作者S·福勒·萊特在1933年初向製片廠推銷根據這部書改編的劇本。5月，他接受了全球工作室5,000美元的選項合約。然而，萊特為電影版撰寫的劇本未被採用。 獨立製片公司海軍上將製作公司（Admiral/K.B.S. Productions）則以17.1萬美元（相當於2020年的約351萬美元）的預算製作了這部電影。萊特稍後觀看了電影的拍攝，但他對製片人改動故事和未能使用書中的結局感到失望。他在日記中寫道，他認為這部電影「糟糕」，並建議他的孩子不要觀看。
儘管《世界大洪水》是歷史第一部視覺化完全毀滅紐約市的電影，但這部電影全部在洛杉磯拍攝。 自此之後，許多電影繼續將紐約作為啟示和後啟示故事的中心。《世界大洪水》中包含的場景是紐約被潮水淹沒，幾乎所有居民都溺水身亡，這一情節在2004年災難電影《明日之後》再次被重現。
電影特效由內德·曼（Ned Mann）、拉塞爾·E·勞森（Russell E. Lawson）和比利·威廉斯（Billy Williams）完成。曼之後參與了H·G·威尔斯編劇的電影《篤定發生》（1936年）的製作。電影中的部分素材，包括在嚴重暴風警告下船隻和飛機返回港口的片段，包含美國海軍硬式飛船梅肯號飛船（ZRS-5）的實際畫面，該飛艇於1935年在海上失事。

## 評價
《世界大洪水》在上映後收到褒貶不一，但大多為正面的評價。對於雷电华公司來說，這部電影取得了適中的成功。

## 影像保存
共和國工作室後來僅購買了電影的特效片段，並將其中一些毀滅場景用於《SOS大海嘯》（1939年）、《迪克·崔西大戰犯罪公司》（1941年）以及《火箭人之王》（1949年）。
多年來，《世界大洪水》一直被認為是一部散失電影。1981年，福雷斯特·J·阿克曼在義大利的一個電影檔案館中發現了一份意大利語配音的電影拷貝版。
堪薩斯市電影發行商和收藏家韋德·威廉斯（Wade Williams）聲稱在1981年在羅馬一座老豪宅的地下室發現了一份意大利語硝酸鹽膠片的電影拷貝版。該拷貝屬於威廉斯的朋友和義大利電影製片人路易吉·柯齊、他的妻子溫丹和威廉斯在羅馬的一個科幻節上作為嘉賓發言人後，確認這是一部在美國散失電影。在威廉斯購買了存取權後，他製作了一份副本保存底片和35毫米拷貝。由恩格爾伍德娛樂公司為其首次VHS發行進行了英文字幕翻譯。這份35毫米拷貝在紐約市的電影論壇和其他復古電影院和檔案館重新上映。
2016年，一份35毫米硝酸鹽底片被重新發現，其中帶有原始的英文配音。龍蝦電影（Lobster Films）對其進行了2K修復掃描。這部修復版由奇諾劇目（Kino Repertory）有限劇院重新上映。基諾洛伯工作室經典於2017年2月推出了家庭媒體藍光光碟發行。

## 外部連結
- 互联网电影数据库（IMDb）上《Deluge》的资料（英文）
- AllMovie上《Deluge》的资料（英文）
- 收藏的影片《delugeimagequalityupgrade   Deluge》[更多内容]